# Peter von Meinicke
Peter von Meinicke (* 1701 in Rathenow; † September 1775 in Ilsenburg) war ein preußischer Generalmajor und Chef des Dragoner-Regiments Nr. 3.

## Leben

### Herkunft
Sein Vater war Ratmann in Rathenow.

### Militärlaufbahn
Er studierte zunächst und ging 1715 als Gemeiner in den preußischen Kriegsdienst. Im selben Jahr nahm er an der Belagerung von Stralsund teil. 1718 war er Adjutant und 1720 Kornett. Am 30. Oktober 1727 wurde er Leutnant im Kürassier-Regiment „Prinz Friedrich“ Nr. 5, 1740 wurde er Stabsrittmeister und 1741 wirklicher Rittmeister, 1742 erhielt er die Beförderung zum Major und am 15. September 1750 die zum Oberstleutnant, zugleich wurde er Kommandeur des Kürassier-Regiments „Schoenaich“ Nr. 6. Am 3. Oktober 1752 wurde er Oberst. Im März 1757 wurde er Generalmajor und Chef des Dragoner-Regiment Nr. 3 (Truchsess). 1761 beantragte er aufgrund seiner Verletzungen seinen Abschied, der ihm mit einem Gnadengehalt von 1000 Talern gewährt wurde.
Während der Schlesische Kriege kämpfte er in den Schlachten von Mollwitz, Chotusitz, Hohenfriedberg und Kesselsdorf. Während des Siebenjährigen Krieges kämpfte er bei Prag, Kolin, Kunersdorf und Zorndorf; zudem wurde er in Roßbach verwundet. 1759 nahm er an den Feldzügen nach Böhmen und Franken teil. Dort nahm er bei Himmelkron den Generalmajor von Riedesel mit 800 Mann gefangen.

### Familie
Meinicke war mit Philippine Luise von Lobenthal (1721–1803) verheiratet. Seine Frau erhielt nach seinem Tod weiter ein Gnadengehalt. Der Sohn Ernst Sigismund (* 1741) war Stabskapitän im Dragoner-Regiment Nr. 8 und nahm 1784 seinen Abschied.

## Bemerkung
1. ↑  Nach Priesdorff (Lit.) bereits 1698 geboren.

| Personendaten    | Personendaten                                                  |
| ---------------- | -------------------------------------------------------------- |
| NAME             | Meinicke, Peter von                                            |
| ALTERNATIVNAMEN  | Meinicke, Peter                                                |
| KURZBESCHREIBUNG | preußischer Generalmajor und Chef des Dragoner-Regiments Nr. 3 |
| GEBURTSDATUM     | 1701                                                           |
| GEBURTSORT       | Rathenow                                                       |
| STERBEDATUM      | September 1775                                                 |
| STERBEORT        | Ilsenburg                                                      |